# Masaaki Hiromura
 (mars 2019).
Si vous disposez d'ouvrages ou d'articles de référence ou si vous connaissez des sites web de qualité traitant du thème abordé ici, merci de compléter l'article en donnant les références utiles à sa vérifiabilité et en les liant à la section « Notes et références ».
Masaaki Hiromura (廣村正彰, Hiromura Masaaki), né le 6 août 1954 dans la préfecture d'Aichi, est un designer graphique japonais, résidant à Tokyo.
En 1988, Hiromura a créé le Hiromura Design Office, en se focalisant sur le design graphique et notamment dans l’identité de marque et visuelle de musées, de sites commerciaux et d’établissements éducatifs, mais aussi dans la signalétique. Il est également professeur invité à l'université des beaux-arts Tama, directeur délégué de Japan Creative et l’auteur de nombreux ouvrages, dont Design to Design.
Parmi ses projets notables, il y a le musée national des sciences et de l'innovation, le musée des arts de Yokosuka, le musée du chemin de fer, Hôtel 9h ninehours à Kyoto, l’Aquarium de Sumida, musée de la Gare de Tokyo, palais Hommaru du château de Nagoya, centre commercial SOGO, centre commercial Seibu, etc. Il dessine les logogrammes des Jeux olympiques d’été de 2020 à Tokyo,.

## Récompenses et distinctions
- Silver Prize du N.Y. ADC 9th International Annual Exhibition
- KU/KAN Award 2008
- Mainichi Design Awards 2008
- Gold Prize des Good Design Awards 2010
- Outstanding Design des SDA Sign Design Awards, etc.